# ووئینوواچا
ووئینوواچا (به صربی: Vujinovača) یک منطقهٔ مسکونی در صربستان است که در ناحیه کولوبارا واقع شده‌است.
 ووئینوواچا  ۲۵۸ نفر جمعیت دارد.